# Jeromes Dream
Under perioden 1995-2000 skapades emo-gruppen Jeromes Dream. Jeromes Dream tog screamon till en ny nivå med sin oerhörda brutalitet. Bandets vokalist använde ingen mikrofon. Och detta bidrog till att bandet lades ner efter ett par år.